# 鸡冠巢蕨
鸡冠巢蕨（学名：Neottopteris antrophyoides var. cristata）为铁角蕨科巢蕨属下的一个变种。